# موش‌های آفریقایی کارو
موش‌های آفریقایی کارو (نام علمی: Myotomys) نام یک سرده از تیره موشان است. 